# ولي الدين القادري
ولي الدين القادري الحسني البغدادي، إمام وعالم دين من شيوخ الصوفية في مدينة بغداد في عهد الدولة العثمانية، ومن أعلام الطريقة القادرية والأسرة الكيلانية، عالم، وفقيه، ومحدث، ورحالة. عاش في عصر يموج بأنواع الاضطرابات السياسية والعقدية في العالم الإسلامي.

## نسبه
هو ولي الدين محمد بن عثمان بن يحيى بن حسام الدين الكيلاني النقيب بن نور الدين بن ولي الدين بن زين الدين القادري بن شرف الدين بن شمس الدين محمد بن نور الدين علي بن عز الدين حسين بن شمس الدين محمد الأكحل بن حسام الدين شرشيق بن جمال الدين محمد الهتاك بن عبد العزيز بن الشيخ عبد القادر الجيلاني بن موسى الثالث بن عبد الله الجيلي بن يحيى الزاهد بن محمد المدني بن داود أمير مكة بن موسى الثاني بن عبد الله الصالح بن موسى الجون بن عبد الله المحض بن الحسن المثنى بن الحسن المجتبى بن علي بن أبي طالب.

## ترجمته
ولي الدين محمد بن عثمان بن يحيى القادري البغدادي، ومرشد القادرية الأكبر في عهده والمعروف ب (صاحب المراد)، والذي سلك على يده العديد من اعلام الطريقة القادرية، وترجع اليه، اجازات الفروع منها البريفكانية، والحذيفية، والعزايمية والهررية الحبشية وغيرها، وامه العلوية عاتكة بنت عبد القادر بن محمد درويش بن حسام الدين القادري الكيلاني البغدادي، أخذ الطريقة عن والده وشيخه عثمان بن يحيى شيخ القادرية في وقته وعن شيخه وعمه، ابي بكر بن يحيى نقيب الأشراف، ببغداد سنه 1703 م في عهد السلطان العثماني، أحمد الثالث والذي عين ابي بكر نقيبا حين توليه السلطنة، وكان ذلك بحضور والي بغداد، يوسف باشا.
وبسبب الخلاف التاريخي المعروف على تولي نقابة الأشراف ببغداد والمدون في كافة المصادر والمراجع والدراسات التاريخية في تلك الحقبة (وبالاخص الدراسة الوافية للدكتور عماد عبد السلام رؤوف عن نقابات الاشراف ببغداد في العصر العثماني)، غادر السيد أبي بكر وأخيه عثمان بغداد متوجهان إلى محافظة ديالى، فسكنا مدينة بعقوبة.
توفي أبو بكر سنة 1714 م وعثمان توفي 1723 ودفنا في الحضرة القادرية. أما أولاد أبي بكر (المطالكة) فاستقروا في بعقوبة، وأما عثمان فكان له ولد واحد هو الامام ولي الدين محمد، المولود ببغداد، والذي أرسله عمه النقيب إلى الديار الأفغانية شيخاً للطريقة القادرية ومكث هناك قرابة عقد من الزمان، كان يجيد اللغات العربية والتركية والاوردية والدارية، حظي بتقدير وأحترام السلطان أشرف شاه هوتاكي وكانت له زاوية هناك وهي التي استلمها بعد سنين عدة ((السيد حسن بن السيد علي القادري-شقيق السيد عبد الرحمن الكيلاني النقيب -أول رئيس وزراء عراقي في العصر الحديث1921-والذي استوطن مدينة كابل وتوفي فيها سنة 1894 ودفن في نفس البقعة، وما زالت أسرته هناك وأبرزهم ولده أحمد بن حسن الكيلاني))، زار السيد ولي الدين، عدد من المدن منها: دلهي ولاهور وكابل وأسطنبول، وفي دلهي تعرف على العلامة الشيخ ولي الله الدهلوي ومنحه الاجازه وفي إسطنبول، والتي أستقر بها، حسب المصادر مدة ست سنوات، التقى فيها، بكبار رجال الحكم ومنهم السلطان محمود الأول وحاز على تقديرهم واحترامهم بفضل علمه ونسبه وألتقى بالعارف بالله عبد الغني النابلسي وأجازه بالقادرية وأجازه الرواس بالرفاعية وهذا من حسن أخلاق الصوفية العراقيين، وعند عودته إلى بغداد بعد وفاة عمه ووالده، أستقر في باب الشيخ، وبعدها آثر العزلة والانقطاع للعبادة، بعيدا عن الاضطرابات، فتوجه إلى قرية الصباغية (بلدروز حاليا)، شيخا للطريقة القادرية، وذكر في بعض المراجع بأنه القادري المولوي، مما يدل على اخذه والمامه ب الطريقة المولوية التي اسسها مولانا جلال الدين الرومي، وكانت معروفة ومتبعة على نطاق واسع عصر الدولة العثمانية، عرف مقامه محليـا بعد رحيله إلى الرفيق الأعلى ب«دده ولي»، ومعنى كلمة دده هي شيخ الطريقة والسيد الشريف باللغة التركية العثمانية، قرأ الفقه والنحو والفرائض والحساب على مشايخ عصره ببغداد المحمية، حافظا للقراءن مع عقل وافر، وكمال ظاهر، وسمت بهي، وادب وفي، وظرف ولطف، وحظ وخط، كريم السجية، والوصف، سخي النفس واليد، والكف، حج مع ابيه، وله كرامات ما زال الناس يتناقلهابالتواتر، وكان محل احترام وتقدير أهالي القرية، لما قدمه لهم من علم ودين ولنسبه العلوي الشريف، ومن اثاره مصحف مخطوط بيده، وتم اهداءه لمكتبة المجمع العلمي العراقي سنة 1997 ونسخة يخطه من دلائل الخيرات محفوظة في المكتبة القادرية الشريفة ويذكر انه كان مقربا من نقيب اشراف بغداد السيد علي بن فرج الله بن عبد القادر بن إبراهيم بن شرف الدين الكيلاني الذي استلم النقابة عام 1111 هجرية-إلى تاريخ وفاته سنة 1154 هجرية وبينهما مراسلات وسجالات، وبقيت هذه العلاقة مستمرة أيضا بين ذرية الرجلين، من خلال زواج السيد محمود بن زكريا بن محمود بن علي بن فرج الله الكيلاني ت 1258 -نقيب اشراف بغداد- من العلوية طيبة بنت جوهر بن عبد الرحيم بن خميس بن ولي الدين القادري (وكانت وحيدة والديها) والسيد محمود بن زكريا لم يعقب، لامنها ولا من زوجته الأخرى العلوية، عاتكة بنت علي القادري، اخت عبد الرحمن الكيلاني النقيب.وكان الامام ولي الدين، متزوجا من العلوية، عائشة بنت ابي بكر بن يحيى القادري، وانجبت له، السيد خميس والعلوية ذهينة، والسيد خميس متزوج من العلوية نافعة بنت عبد الله بن أحمد الالوسي وانجبت له السيد عبد الرحيم بن خميس القادري، ومن المعلوم ان هذا العصر كان يموج بشتى أنواع الفتن والحروب وأشهرها حروب نادر شاه والتي كان من نتائجها مايسمى بمؤتمر النجف 1743 بزعامة عبد الله السويدي المتوفي 1760 والذي أخذ على يديه السيد ولي الدين محمد بعض الاجازات العلمية، على حد قول المؤرخ يوسف عزيز المولوي المتوفي 1740 والمؤرخ نظمي زادة المتوفي1723 والمؤرخ محمد عبد الفغور الرحبي المتوفي1765.
وفي مخطوط نسب قديم كتب سنة 1150 هجري وعليه إمضاء نقيب نقباء المماليك السلطنة العثمانيه السيد عثمان القادري نقيب اشراف الدولة العثمانيه ويذكر أغلب إشراف العراق ومنهم الحسنيه والحسينيه نزحوا إلى تركيا وطربزون ودياربكر والشام وإيران وبالتحديد ومن ثم بعد 950 هج وإلى 1150 رجعوا أغلب الإشراف تقريبا 1750 ميلادي الموافق 1161 هجري هم كلهم من سكن العراق ولكن منهم من اشتغل بمنصب قائد جيش برتبة باشا ومن تولى الحضرة القادرية ومنهم جلس على المشيخة القادرية ومنهم حاز بمنصب خمس ولايات وكلهم كان لهم رتب عاليه في الدولة العثمانية ومنهم السيد عبد الله باشا ووالده السيد أحمد عسل باشا المعروف بشيخ العسل في تركيا وعمه السيد عثمان باشا الكيلاني وهم أحفاد السيد حسام الدين الكيلاني وبقى أكثرهم حتى توفاه الله في تركيا ورجع حفيده مع مراد الرابع بجيش التحيات والتفصيلات السيد الحاج مصطفى الكيلاني الآلوسي إستوطنا لواء الدليم ثم استقر في بغداد 11 سنه في حجر جده الشيخ عبد الجبار أم ال النقيب بقى منهم في بغداد وخاصة السيد مصطفى بن زين الدين نقيب الإشراف ومنهم من نزح الهند وباكستان وكذلك السيد إبراهيم القادري أول من نزح إلى الشام وسكن حماه بعدها رجع حفيده السيد عبد القادر الطيار واستوطن الوس وبقى فيها حتى توفاه الله تعالى فأكثر السادة نزحوا من الضيم والجوى والحسد الذي حل بهم وكذلك جد آل أبو الثناء كذلك جاء مع الشاه الإيراني ونزل في صحن مرقد الإمامين العسكريين في سامراء سنة 1225 هجرية تقريبا وهو تولده العراق وهكذا بقية الاشراف.

## سند أجازته
ولي الدين محمد القادري عن شيخه ووالده السيد عثمان القادري وعن شيخه وعمه أبو بكر القادري عن شيخهما ووالدهما، السيد يحيى القادري عن شيخه ووالده السيد حسام الدين القادري عن شيخه ووالده السيد نور الدين القادري عن شيخه ووالده السيدولي الدين القادري عن شيخه ووالده السيد زين الدين الكبيرالقادري عن شيخه ووالده السيد شرف الدين القادري عن شيخه ووالده السيد شمس الدين القادري عن شيوخه واجداده عن جدهم السيد محمد الهتاك عن شيخه ووالده السيد عبد العزيز القادري عن شيخه ووالده سلطان الأولياء والعارفين السيد الشيخ عبد القادر الجيلاني عن القاضي الشيخ أبو سعيد المبارك المخزومي عن الشيخ علي الحكاري عن الشيخ أبو فرج الطوسي عن الشيخ أبو بكر الشبلي عن الشيخ عبد الواحد التميمي عن شيخ الطائفتين الشيخ الجنيد عن خاله السري السقطي عن الشيخ معروف الكرخي عن الشيخ داود الطائي عن الشيخ حبيب العجمي عن الشيخ التابعي الحسن البصري عن أمير المؤمنين علي بن أبي طالب.

## مؤلفاته
للشيخ ولي الدين القادري مؤلفات كثيرة منها:
- حزب البسملة.
- منظومة في سيرة رسول الله.
- حزب الخير الجسيم،
- ادب المريد في معنى لا اله الا الله وكيفية التعبد بها.
- المقاصد النورانية.
- جميل الاشارات من دلائل الخيرات.
- هداية المبتدئين في النحو.[13]

## شعره
أنا ضيفك يا رسول الله
- صـــلى الله عليـــه وســلم صــــلى الله على محمـــــد
- والتـــوبة بجددهــــا لـربي ودخلــت على الكعبــــة أُلبّي
- يـا حــبيبي يـا رســـول الله دمعـت عــيني ونـــــادى قلبي
- للمــولى جمعًــا صلينــــا بـالحرم المكــيّ لبينــــــا
- يـا حـبيبي يـا رســــول الله مـن ميّــي زمــزم شــــربينا
- أنـا ضيفـك يـا حـــبيب الله أنـا ضيفـك يــــا رسول الله
- أنـا ضيفـك يـا رســـول الله يـا مـشفَّع يـا عـظيم الـــجاه
- على أرضــه إحـلّوت أيــامنا ونشرنـا بعرفـات أعــــلامنا
- وأنـا ضيفـك يـــا رسول الله وألالاف مـن النـاس قدامنــــا
- ســائلين بــذل ويــــقين في عـرفات النـاس واقفيــــن
- وأنـا ضيفـك يـا رســول الله خـاشعين لـرب العــــــالمين
- وقلـوب الأحبـاب مرتاحـــة زرنـا طيبـة ودخلنا الســـاحة
- وأنـا ضيفـك يـا رســول الله وبمدحـه الأصـوات صــــداحة[19]

ومن شعره
- لي وجد لا يدريه إلا من يسكن فيه
- أبديه أو أخفيه هو ملك رسول الله
- أوقفت العمر عليه بمديح بين يديه
- فوضت الأمر إليه فاختر لي رسول الله
- و مدحت بطيبة طه ودعوت بطه الله
- أن يحشرني أواها بلواء رسول الله
- ووقفت على الأعتاب وبكيت له بالباب
- وبصفح دون عتاب قد جاد رسول الله
- وشكوت إليه ذنوبي فاستغفر لي محبوبي
- ورجعت بدون عيوب من عند رسول الله
- فشعرنا به يسمعنا لم يكد الكون يسعنا
- رباه به فاجمعنا على حوض رسول الله
- وعلى العشاق تجلى أهلاً بضيوف وسهلا
- ما قال لباك كلا يا عطف رسول الله
- وهناك طرحت فؤادي وهناك حلت أورادي
- فبلغت بطه مرادي فرأيت رسول الله[8][21]

## وفاته وضريحه وذريته
ومات ودفن في زاويته في بلدروز سنة 1175 هـ-1761م زمن السلطان العثماني مصطفى الثالث، أيام والي بغداد سليمان أبو ليلة، وما زال ضريحه ظاهراً، ويزار من عامة المسلمين، حيث أن هذا الضريح اهتمت به الدولة العثمانية في حينها وبنت عليه قبه وأوكلت قيامته إلى أحفاده والمعروفين بآل الحجية وفق وثائق عثمانية.
نسبة إلى جدهم السيد أحمد الحجية ابن عبد الكريم بن عبد الرحيم القادري (صاحب الإمام بهاء الدين الرواس) بن عبد الرحيم بن خميس بن الامام ولي الديــن محمد بن عثمان القادري الكيلاني وامه (الحاجة) العلوية معروفة بنت عثمان القادري، شقيقة مراد نقيب اشراف بغداد زمن والي بغداد داود باشا 1238 هج بن عثمان بن مراد بن عبد القادر بن محمد درويش بن حسام الدين القادري البغدادي، وهي عمة والد رشيد عالي الكيلاني بن عبد الوهاب بن مراد بن عثمان القادري الكيلاني، رئيس وزراء العراق في العهد الملكي سنة 1941 قائد ثورة رشيد عالي الكيلاني.
واكتسب أحمد بن عبد الكريم القادري، لقبه (ابن الحجية) نسبة إلى والدته الحاجة العلوية، حيث سافر ووالديه إلى الديار المقدسة، في مكة والمدينة واستقروا في المدينة، ردحا من الزمن وكان السيد عبد الكريم القادري، قد استملك، دارا هناك، وعند وفاته في المدينة دفن فيها، فقامت زوجته وابنها الصغير أحمد، بالعودة إلى العراق.
ويروي السيد جاسم بن أحمد بن عبد الكريم القادري، انه في عام 1942 م، أرسلت السفارة السعودية ببغداد، اليه واخيه خميس وابن اخيه طه، باعتبارهم ورثة (عبد الكريم بن عبد الرحيم القادري)للسفر إلى المملكة، لبيع ملكهم، ضمن خطة توسعة المسجد النبوي الشريف، ولكن السادة المذكورين، اثروا التنازل، تبرعا، للمسجد الشريف، وهذه رواية متواترة عند احفاد الامام ولي الدين القادري، وان السيد جاسم بن أحمد الحجية الكيلاني، كان من المقربين لرشيد عالي الكيلاني والمشاركين في ثورته الوطنية ولقد ورد ذكره في سيرة الأخير وكلهم احفاد الشيخ الامام عبد القادر الجيلاني.

## شجرة عائلته
- تحقيق: «شجرة النسب التاريخية لآل حسام الدين الكيلاني النقيب» لعبد الستار الكيلاني pdf.

## مواقعه الجغرافي
- موقع ضريح الأمام ولي الدين القادري_قوقل

## وصلات خارجية
- موقع الطريقة القادرية العلية
- موقع الطريقة القادرية العلية في مصر
- موقع الطريقة القادرية البودشيشية
- الطريقة القادرية - دائرة الشيخ حسن القرة جيواري
- كيفية مجلس الذكر في الطريقة القادرية
- أوراد الطريقة القادرية اليومية
- ورد الأنفس السبعة في الطريقة القادرية